# Austen Henry Layard
Sir Austen Henry Layard (AFI /ˈɔːstɪn ˈhɛnriː lɛərd/ 5 de març de 1817 - 5 de juliol de 1894) fou un viatger britànic, arqueòleg, dibuixant, col·leccionista, escriptor, polític i diplomàtic, conegut sobretot per les seves excavacions a Nimrud. Va ser Cavaller Gran Creu de l'Orde del Bany i membre del Consell Privat del Regne Unit.
Layard va néixer a París, França, en una família d'ascendència hugonot. El seu pare, Henry Layard, treballador de l'Administració Pública de Ceilan, era fill de Charles Peter Layard, degà de la Universitat de Bristol.

## Excavacions
Sent jove, Layard va començar unes excavacions a 1847 en les proximitats de Mossul, a Kouyunjik i Nimrud, per investigar la situació dels assentaments. Quan va tornar a Anglaterra en 1848, va publicar Nínive i les seves restes. Per il·lustrar les antiguitats descobertes, va publicar un volum d'il·lustracions anomenat Monuments de Nínive (1849).
Després de passar uns mesos a Anglaterra, Layard va tornar a Constantinoble adscrit a l'ambaixada britànica i, a l'agost de 1849, va començar la segona expedició. En ella va investigar les ruïnes de Babilònia i les muntanyes del sud de Mesopotàmia. Se li atribueix el descobriment de la Biblioteca d'Asurbanipal durant aquest període.
A partir d'aquesta expedició va publicar Els descobriments en les ruïnes de Nínive i Babilònia, que va ser il·lustrat mitjançant un altre volum, anomenat Una segona sèrie dels monuments de Nínive, en 1853. Durant aquestes expedicions, Layard continuà acumulant i enviant a Anglaterra, segons explica, «amb gran dificultat», multitud d'artefactes i exemplars que ara formen la major part de la col·lecció d'antiguitats assíries del Museu Britànic.
En 1866 Layard va fundar la "Compagnia Venezia Murano" i va obrir una sala d'exposició de vidre venecià a Londres en el núm. 431 d'Oxford Street. Avui en dia Pauly & C. – Compagnia Venezia Murano és una de les marques més importants de la producció de vidre artístic venecià.
En 1866 va ser nomenat administrador del Museu Britànic.